# Åskfåglar
Åskfåglar (Brontornithidae) var en familj av stora, grovt byggda, flygoförmögna fåglar från miocentiden i Sydamerika. De var besläktade med de likaledes utdöda jätteseriemorna och med de ännu levande seriemorna.